# Dionisio Calvo
Dionisio Calvo (Manila, 20 de novembro de 1903 - São Francisco, 9 de dezembro de 1977) foi um nadador, basquetebolista, treinador de basquetebol e de futebol filipino, considerado um dos mais notáveis atletas de seu país, ajudando no desenvolvimento do basquete filipino e asiático.

## Carreira
Chino, como era conhecido, iniciou sua carreira como nadador, tendo representado as Filipinas em 2 edições dos Jogos do Extremo Oriente (1921 e 1923). No basquete, jogou como ala na Manila Sporting Goods Co., encerrando a carreira ainda jovem para virar técnico ainda na década de 1920, comandando San Beda College, UST Growling Tigers e De La Salle College, porém seu trabalho mais relevante foi na seleção de basquete das Filipinas, treinada por ele em 1936, 1948 e 1951.
Além da seleção de basquete, Calvo foi também o primeiro técnico da Seleção de futebol do país, em 1930. Ele ainda exerceu a função em 1934 (levou a medalha de prata nos Jogos do Extremo Oriente do mesmo ano) e 1954 (Jogos Asiáticos) antes de se aposentar como treinador. Manteve-se ligado ao esporte quando fundou a FIBA Ásia (na época, Confederação Asiática de Basquete) em 1960 e atuando como secretário-geral da entidade entre 1963 e 1967. Faleceu em São Francisco, nos Estados Unidos, aos 74 anos.
Foi o primeiro filipino a ser introduzido no FIBA Hall of Fame por suas contribuições ao esporte, em março de 2007.